# Vestermølle
 Ikke at forveksle med Vester Mølle (Ærø).
Vestermølle eller Vester Mølle er en vandmølle med en fredet "dansepavillon" fra 1912 på nordsiden af Skanderborg Sø ved Sønderbækkens udløb.
Der har eksisteret vandmølle på stedet siden middelalderen, men i 1909 brændte møllen. De fleste af de nuværende bygninger, herunder dansepavillonen, er fra tiden umiddelbart efter branden, dog er en enkelt af længerne fra 1845.
Den fredede Riddersal eller dansepavillon blev restaureret i 2010. Restauranten på landsudstillingen i Aarhus i 1909 har muligvis været forbillede idet den blev toneangivende for mange bygningers udformning. Borgerne i Skanderborg har kunnet komme ud til sommerforlystelserne ved Vestermølle med bådfart.